# Elvis (Original Motion Picture Soundtrack)
Elvis (Original Motion Picture Soundtrack) è una colonna sonora del film biografico Elvis, uscito nel 2022 e riguardante la vita del cantante e attore statunitense Elvis Presley.

## Descrizione
Il disco è stato pubblicato dalla RCA Records il 24 giugno 2022 ed è stato prodotto da Baz Luhrmann e Anton Monsted, già noti per il loro lavoro nel film Il grande Gatsby (The Great Gatsby) del 2013.
L'album contiene 36 tracce nella versione online e 22 traccia nella versione CD.
L'album include interpretazioni di vario materiale di Presley da parte di artisti di diversi generi e stili musicali. I Måneskin e Kacey Musgraves sono parte della colonna sonora con le loro rispettive versioni di If I Can Dream e Can't Help Falling in Love.
Il 25 aprile 2022 fu annunciato che Doja Cat avrebbe contribuito al film con una canzone originale intitolata Vegas, che incorpora elementi tratti da Hound Dog di Big Mama Thornton. Questa venne pubblicata su singolo il 6 maggio 2022, prima dell'album della colonna sonora del film. 
Il 23 maggio 2022 il rapper Eminem annunciò su Instagram che lui e Cee Lo Green avrebbero collaborato alla colonna sonora con un nuovo brano intitolato The King and I, prodotto da Dr. Dre.
Altri artisti inclusi nel progetto sono Stevie Nicks, Jack White, Diplo, Swae Lee. Le versioni cantate da Austin Butler dei brani di Presley, come anche le registrazioni originali di Elvis, sono anch'esse incluse nella colonna sonora. The King and I è stata distribuita il 16 giugno 2022.

## Tracce
1. Suspicious Minds (Vocal Intro) – 0:28 – Elvis Presley
2. Also sprach Zarathustra / An American Trilogy – 2:09 – Presley
3. Vegas – 3:03 – Doja Cat
4. The King and I – 3:16 – Eminem & CeeLo Green
5. Tupelo Shuffle – 2:47 – Swae Lee & Diplo
6. I Got a Feelin' in My Body – 3:34 – Presley & Stuart Price
7. Craw-Fever – 3:46 – Presley
8. Don't Fly Away (Pnau Remix) – 4:06 – Presley & Pnau
9. Can't Help Falling in Love – 2:48 – Kacey Musgraves
10. Product of the Ghetto – 3:17 – Nardo Wick
11. If I Can Dream – 3:16 – Måneskin
12. Cotton Candy Land – 2:42 – Stevie Nicks & Chris Isaak
13. Baby Let's Play House – 2:13 – Austin Butler
14. I'm Comin' Home (Film Mix) – 2:23 – Presley
15. Hound Dog – 3:28 – Shonka Dukureh
16. Tutti Frutti – 2:23 – Les Greene
17. Strange Things Happening Every Day – 4:05 – Yola
18. Hound Dog – 2:07 – Butler
19. Let It All Hang Out – 2:13 – Denzel Curry
20. Trouble – 2:20 – Butler
21. I Got a Feelin' in My Body – 4:32 – Lenesha Randolph
22. Edge of Reality (Tame Impala Remix) – 2:42 – Presley
23. Summer Kisses / In My Body – 3:17 – Presley
24. '68 Comeback Special (Medley) – 2:43 – Presley
25. Sometimes I Feel Like a Motherless Child – 2:45 – Jazmine Sullivan
26. If I Can Dream (Stereo Mix) – 3:11 – Presley
27. Any Day Now – 3:01 – Presley
28. Power of My Love – 4:16 – Presley & Jack White
29. Vegas Rehearsal / That's All Right – 3:58 – Butler & Presley
30. Suspicious Minds – 6:17 – Presley
31. Polk Salad Annie (Film Mix) – 4:55 – Presley
32. Burning Love (Film Mix) – 3:03 – Presley
33. It's Only Love – 2:38 – Presley
34. Suspicious Minds – 3:46 – Paravi
35. In the Ghetto (World Turns Remix) – 3:37 – Elvis Presley & Nardo Wick
36. Unchained Melody – 3:23 – Presley

## Classifiche
| Classifica (2022) | Posizione raggiunta |
| ----------------- | ------------------- |
| Australia         | 4                   |
| Canada            | 32                  |
| Stati Uniti       | 26                  |